# 伏隔核

大脑伏隔核（红色）的大致位置。丘脑为蓝色，其他相关结构为粉色。

伏隔核（拉丁語：nucleus accumbens，NAc，NAcc），台灣譯依核，又称依伏神经核，是位于基底核与边缘系统交接处、尾状核头部下方的神经核团；大脑的每侧半球各有一个伏隔核，它位于尾状核头部、壳核的前部，侧面与透明隔相接；伏隔核与嗅结节组成腹侧纹状体。
伏隔核是大脑的愉悦中枢，参与奖赏、快乐、笑、成瘾、侵犯、恐惧及安慰剂效果等活动。
伏隔核核心的一部分主要参与慢波睡眠的诱导，也参与新运动程序的编码。伏隔核在处理恐惧（厌恶的一种形式）、冲动和安慰剂效应方面发挥较小的作用。
伏隔核可以分作两部分：伏隔核的核与伏隔核的壳，两个结构有不同的形态和功能。

## 细胞类型
伏隔核的基本细胞类型是中型多棘神经元，这类神经元产生的神经递质是γ-氨基丁酸 （GABA），一种主要的中枢神经系统的抑制性神经递质，这些神经元也是伏隔核的主要投射或者称输出神经元。
隔核的95%神经元是中型多棘GABA能投射神经元，其它类型神经元还发现有无棘胆碱能中间神经元。

## 功能之慢波睡眠
2017年底，利用光遗传学和化学遗传学方法对啮齿类动物的研究发现，伏隔核核心中共同表达腺苷A 2A受体并投射到腹侧苍白球的间接途径（即D2型）中型多棘神经元参与了慢波睡眠的调节。特别是，这些间接途径 NAcc 核心神经元的光遗传学激活会诱导慢波睡眠，而相同神经元的化学遗传学激活会增加慢波睡眠发作的次数和持续时间。这些 NAcc 核心神经元的化学遗传学抑制会抑制睡眠。相反，NAcc 壳中表达腺苷 A 2A受体的 D2 型中型多棘神经元在调节慢波睡眠中没有作用。 

## 输出与输入

### 输出
伏隔核的输出神经元发出的轴突投射到苍白球的腹侧对应部分，称作腹侧苍白球（VP），腹侧苍白球再投射到背侧丘脑的背内侧核。背内侧核在投射到前额皮质和纹状体，伏隔核其它输出连接还有投射到黑质与桥脑网状结构。

### 输入
伏隔核的主要输入包括前额皮质相关神经元，杏仁体基底外侧核，以及通过中脑边缘通道联系的腹侧被盖区（VTA）的多巴胺神经元。因此，伏隔核经常被描述为皮质-纹状体-丘脑-皮质回路的一部分。
从VTA的多巴胺能输入被认为调节伏隔核神经元活动。这些神经末梢是高成瘾性药品如可卡因、安非他命的作用区，能引起伏隔核多巴胺浓度的大量增加。其它娱乐性药物也是在伏隔核增加多巴胺浓度。
另外一大类输入是从大脑海马的腹侧下托及CA1区到伏隔核背内侧区域。海马的神经元显然与伏隔核细胞的轻微去极化相关，使得伏隔核细胞更为正电性因而更容易激发。与海马关联的伏隔核的激发态中型多棘神经元细胞由海马下托与CA1区共享。海马下托神经元能超极化(增加负电性)而CA1神经元振荡(> 50 Hz)以完成启动。

## 研究
1950年代，詹姆斯·奧爾茲与Peter Milner在大白鼠的隔区植入电极，发现大白鼠选择按压一个刺激该电极的开关。大白鼠持续选择此操作甚至停止了吃喝。这暗示此区域是大脑的欣快中心，然而隔核并不直接连通到伏隔核。
虽然伏隔核传统上被研究在成瘾中的作用，但它在奖赏系统如食物和性等的也有重要作用。近来的研究发现伏隔核涉及由音乐调节情绪，可能是它调节多巴胺释放的结果。伏隔核对音乐的神经认知中的节奏定时有作用，并被认为在边缘-运动界面（Mogensen）有关键作用。
2007年4月，两个研究队伍报告通过在伏隔核插入电极以使用脑深层刺激治疗几种临床抑郁。
2007年7月， Jon-Kar Zubieta报告伏隔核是安慰剂效应的机制中心。
2012年瑞士巴塞尔大学的神经经济学教授瓦西里·克卢恰廖夫研究发现：人类在进行一项决策并选择从众的时候，会激活伏隔核，使其呈现出“欢呼雀跃”的状态。 